# 第27回ジャパンカップ
第27回ジャパンカップ（だい27かいジャパンカップ）は、2007年11月25日に東京競馬場で行われた競馬の競走である。

## レース施行前の状況
ホスト国である日本からは、2007年春秋天皇賞優勝馬メイショウサムソン、2007年ドバイDF・宝塚記念優勝馬アドマイヤムーン、2007年東京優駿優勝馬ウオッカ、2007年皐月賞優勝馬ヴィクトリー、2004年菊花賞・2006年メルボルンカップ優勝馬デルタブルース、2006年シンガポール航空国際カップ優勝馬のコスモバルク、2007年札幌記念・2006年エリザベス女王杯優勝馬のフサイチパンドラの7頭のGI・JpnI馬が参戦。
その他にも、2007年京都大賞典・朝日CC優勝馬インティライミ、2007年毎日王冠優勝馬チョウサン、2007年金鯱賞・中京記念優勝馬ローゼンクロイツ、2007年目黒記念優勝馬ポップロック、2007年青葉賞優勝馬ヒラボクロイヤル、2007年函館記念優勝馬エリモハリアー、2006年神戸新聞杯優勝馬ドリームパスポートが出走し、2007年の中長距離路線の中心となった馬がほぼ顔を揃える形となった。
日本国外からは8ヶ国45頭の予備登録があり、その中から11月1日までに以下に示した8頭が出走を受諾した。
| 所属国、日本語馬名     | アルファベット馬名 | 調教師                 | 主な勝ち鞍                                                |
| ---------------------- | ------------------ | ---------------------- | --------------------------------------------------------- |
| アルティストロワイヤル | ARTISTE ROYAL      | ニール・ドライスデール | GIクレメント・L・ハーシュメモリアルターフカップステークス |
| グランドクチュリエ     | GRAND COUTURIER    | ロバート・リバウド     | GIソードダンサーインビテーショナルハンデキャップ          |
| ロイヤルハイネス       | ROYAL HIGHNESS     | クリストフ・クレメント | GIビヴァリーD.ステークス                                  |
| ハリカナサス           | HALICARNASSUS      | ミック・シャノン       | GIIIランカスターS                                         |
| ペイパルブル           | PAPAL BULL         | マイケル・スタウト     | GIIプリンセスオブウェールズS                              |
| レッドロックス         | RED ROCKS          | ブライアン・ミーハン   | 2006年GIブリーダーズカップターフ                          |
| ディラントーマス       | DYLAN THOMAS       | エイダン・オブライエン | GI凱旋門賞、キングジョージ                                |
| サデックス             | SADDEX             | ピーター・ラウ         | GIラインラントポカル                                      |

（主な勝ち鞍は特記しない限り2007年度のもの。太字は実際出馬表に記載された馬）
しかし、ロイヤルハイネスが繁殖入り、グランドクチュリエが左前球節部異状、レッドロックスが調整不足を理由に辞退。ディラントーマスは白井の競馬学校の検疫厩舎までは来たものの、11月20日に馬ウイルス性動脈炎の陰性が確認できず、日本とアイルランド両国間の衛生条件上の規定により、日本への入国が許可されない（検疫厩舎から出られない。入国してない扱いになる）ことがわかり、ディラントーマスの出走取り止めが発表された。最終的には4頭が出走する。なお、レッドロックスとディラントーマスは香港ヴァーズへ出走した。
11月11日に発表された最終登録時点では、出走可能頭数18頭に対し外国馬を除く16頭の特別登録があり、21日の出馬投票の時点で、出走順位15位以下のネヴァブションとハイアーゲームが非抽選馬として除外された。また、これにより出走全頭が重賞勝利経験馬となる。
尚、馬インフルエンザの影響で中止された開催の代替で3日間の連続開催に伴い、当初11月21日に出走馬及び枠順が発表される予定だったが、枠順は馬インフルエンザの検査を実施するために1日遅れの11月22日に発表されることになった。馬券は11月24日より発売され、前日最終オッズ時点ではメイショウサムソンが1.8倍で1番人気、ウオッカが6.2倍で2番人気と続いた。

## 出走馬と枠順
| 枠番 | 馬番 | 競走馬名（日本名）     | 性齢  | 騎手         | 調教師           | オッズ(人気)    |
| ---- | ---- | ---------------------- | ----- | ------------ | ---------------- | --------------- |
| 1    | 1    | エリモハリアー         | せん7 | 武幸四郎     | 田所秀孝         | 205.1（16人気） |
| 1    | 2    | ポップロック           | 牡6   | O.ペリエ     | 角居勝彦         | 10.5（4人気）   |
| 2    | 3    | [地]コスモバルク       | 牡6   | 松岡正海     | 田部和則         | 110.1（13人気） |
| 2    | 4    | アドマイヤムーン       | 牡4   | 岩田康誠     | 松田博資         | 10.9（5人気）   |
| 3    | 5    | チョウサン             | 牡5   | 横山典弘     | 清水利章         | 63.0（10人気）  |
| 3    | 6    | ヴィクトリー           | 牡3   | C.ルメール   | 音無秀孝         | 48.4（8人気）   |
| 4    | 7    | ペイパルブル           | 牡4   | R.ムーア     | M.スタウト       | 52.2（9人気）   |
| 4    | 8    | アルティストロワイヤル | 牡6   | J.タラモ     | N.ドライスデール | 37.2（7人気）   |
| 5    | 9    | インティライミ         | 牡5   | 佐藤哲三     | 佐々木晶三       | 7.4（3人気）    |
| 5    | 10   | メイショウサムソン     | 牡4   | 武豊         | 高橋成忠         | 1.8（1人気）    |
| 6    | 11   | ウオッカ               | 牝3   | 四位洋文     | 角居勝彦         | 6.1（2人気）    |
| 6    | 12   | フサイチパンドラ       | 牝4   | 藤田伸二     | 白井寿昭         | 74.8（12人気）  |
| 7    | 13   | ヒラボクロイヤル       | 牡3   | 後藤浩輝     | 大久保龍志       | 258.7（18人気） |
| 7    | 14   | ドリームパスポート     | 牡4   | 安藤勝己     | 松田博資         | 16.0（6人気）   |
| 7    | 15   | ローゼンクロイツ       | 牡5   | 藤岡佑介     | 橋口弘次郎       | 224.5（17人気） |
| 8    | 16   | サデックス             | 牡4   | T.ムンドリー | P.ラウ           | 73.2（11人気）  |
| 8    | 17   | ハリカナサス           | 牡3   | D.ホランド   | M.シャノン       | 165.9（15人気） |
| 8    | 18   | デルタブルース         | 牡6   | 川田将雅     | 角居勝彦         | 147.2（14人気） |

## レース結果

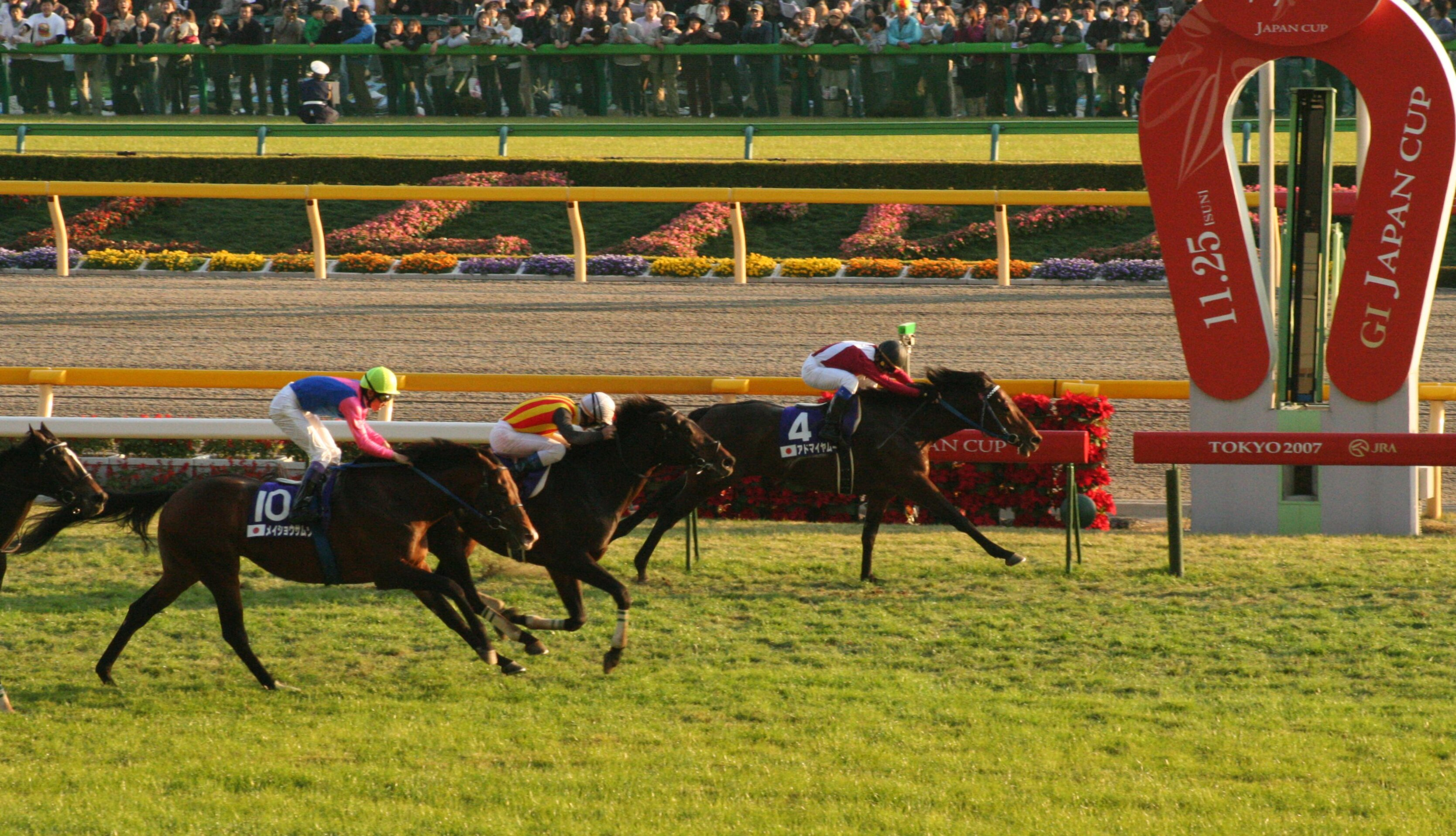
第27回ジャパンカップゴール前の攻防

### レース展開
スタート後、ハナを奪ったのは後ろでレースを進めると見られたチョウサンであった。その後はコスモバルクが続き、後ろでレースを進めると思われていたポップロックと、掛かり気味にアドマイヤムーンも先行する形となった。人気どころではメイショウサムソン、インティライミも中団でレースを進め、ウオッカは最後方からレースを進めた。レースは1000m通過が60秒台とスローペースになり、そのまま直線に入ると先行して内側を走っていたアドマイヤムーンが早めに抜け出すが、真中からポップロックが、さらに外目からメイショウサムソンとウオッカも猛然と追い込んできたが、結局抜け出したアドマイヤムーンがポップロックの猛追をアタマ差凌ぎきって優勝。2着にポップロック、3着にメイショウサムソン、4着にウオッカ、5着にデルタブルースとなった。このレースではスローペースも影響してか、結局上位4頭の着順は、早めに抜け出した順番となり、連対した2頭は共に内側の枠も好材料となってか、スムーズに先行するとそのままロスの少ない内側を通るというレース運びであった。一方、メイショウサムソンとウオッカは外目の枠も影響してか先行できず、直線で外側を回されるという不利も響き、結局前をとらえ切れないという形に終わった。

### レース着順

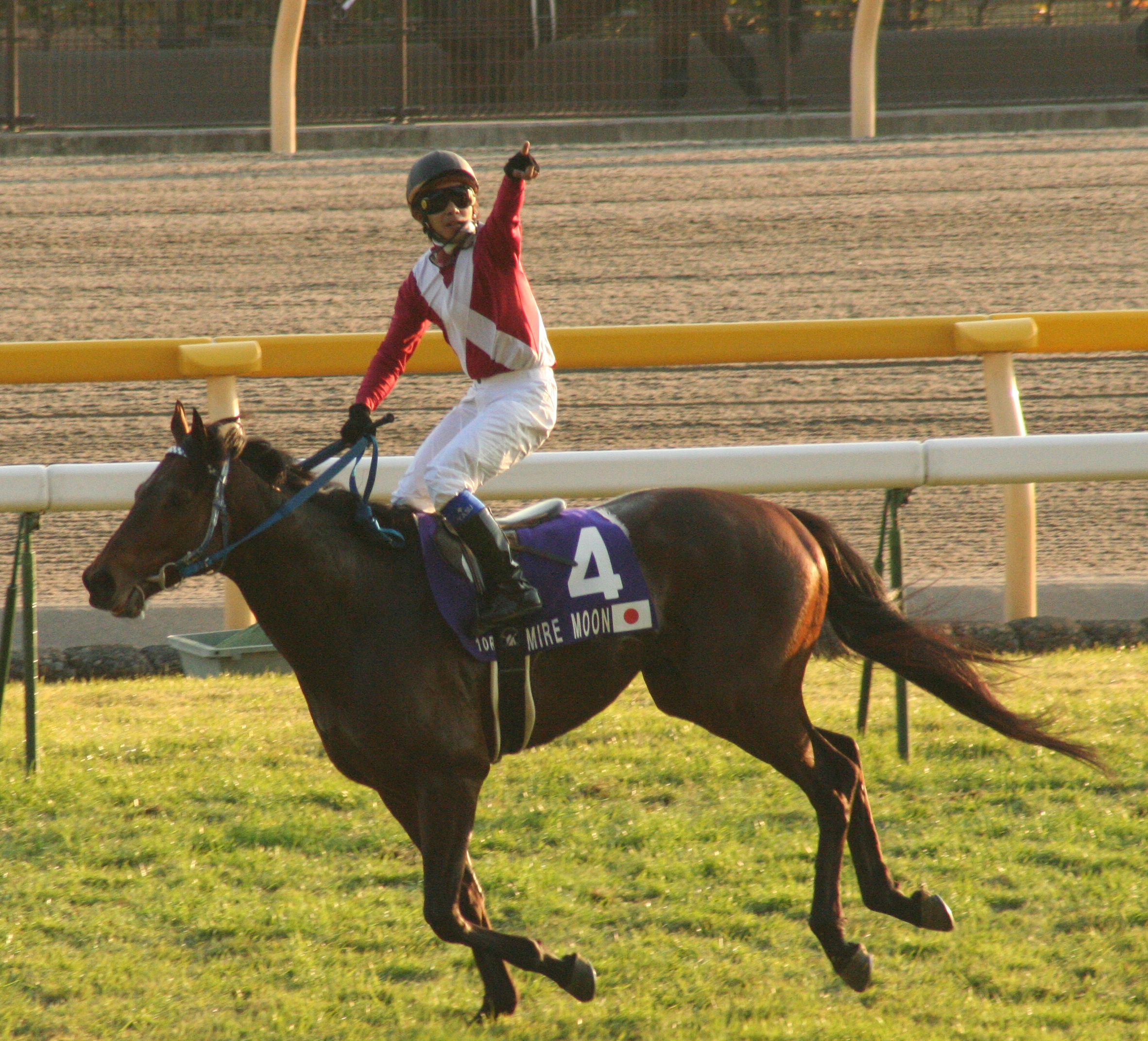
ジャパンカップ勝利後ウイニングランを行うアドマイヤムーンと岩田康誠

| 着順 | 枠番 | 馬番 | 競走馬名               | タイム | 着差     |
| ---- | ---- | ---- | ---------------------- | ------ | -------- |
| 1    | 2    | 4    | アドマイヤムーン       | 2.24.7 |          |
| 2    | 1    | 2    | ポップロック           | 2.24.7 | アタマ   |
| 3    | 5    | 10   | メイショウサムソン     | 2.24.7 | クビ     |
| 4    | 6    | 11   | ウオッカ               | 2.24.9 | 1        |
| 5    | 8    | 18   | デルタブルース         | 2.25.1 | 1馬身1/4 |
| 6    | 3    | 5    | チョウサン             | 2.25.2 | クビ     |
| 7    | 4    | 7    | ペイパイブル           | 2.25.5 | 2        |
| 8    | 4    | 8    | アルティストロワイヤル | 2.25.6 | 3/4      |
| 9    | 6    | 12   | フサイチパンドラ       | 2.25.7 | クビ     |
| 10   | 5    | 9    | インティライミ         | 2.25.9 | 1馬身1/2 |
| 11   | 8    | 16   | サデックス             | 2.25.9 | アタマ   |
| 12   | 1    | 1    | エリモハリアー         | 2.26.0 | 1/2      |
| 13   | 2    | 3    | コスモバルク           | 2.26.1 | 3/4      |
| 14   | 7    | 14   | ドリームパスポート     | 2.26.2 | 1/2      |
| 15   | 7    | 15   | ローゼンクロイツ       | 2.26.4 | 1        |
| 16   | 7    | 13   | ヒラボクロイヤル       | 2.27.2 | 5        |
| 17   | 8    | 17   | ハリカナサス           | 2.27.7 | 3        |
| 18   | 3    | 6    | ヴィクトリー           | 2.28.9 | 7        |

#### データ
| 1000m通過タイム     | 60.1秒（チョウサン） |
| 上がり4ハロン       | 46.5秒               |
| 上がり3ハロン       | 34.3秒               |
| 優勝馬上がり3ハロン | 34.3秒               |

### 払戻
| 単勝   | 4      | 1,090円  |
| 複勝   | 4      | 240円    |
| 複勝   | 2      | 180円    |
| 複勝   | 11     | 110円    |
| 枠連   | 1-2    | 3,530円  |
| 馬連   | 2-4    | 3,660円  |
| 馬単   | 4-2    | 8,100円  |
| 3連複  | 2-4-10 | 1,450円  |
| 3連単  | 4-2-10 | 15,980円 |
| ワイド | 2-4    | 830円    |
| ワイド | 2-10   | 230円    |
| ワイド | 4-10   | 360円    |

## エピソード
- 優勝したアドマイヤムーンはこのレースを最後に引退した。
- メイショウサムソンの調教師高橋成忠は、レースを「外を回っては届かない競馬」と分析し、「今日は上手く乗った者とそうでない者との差が出た」と、馬群の外を走行した武豊の騎乗法を批判した[1]。

## テレビ・ラジオ中継
- ラジオNIKKEI
  - 実況：舩山陽司
- フジテレビ
  - 実況：塩原恒夫
  - 勝利ジョッキーインタビュー：伊藤利尋

## その他
- 表彰式のプレゼンターはメジャーリーガーの岩村明憲が務めた。